# 朱斯托·佩拉内拉
朱斯托·佩拉内拉（義大利語：Giusto Pellanera，1938年3月12日—），意大利男子篮球运动员。他曾代表意大利获得1964年夏季奥运会男子篮球比赛第五名和1968年夏季奥运会男子篮球比赛第八名。